# Judô nos Jogos Olímpicos de Verão de 2012 - Até 48 kg feminino
A categoria até 48 kg feminino do judô nos Jogos Olímpicos de Verão de 2012 foi disputada no dia 28 de julho no ExCeL, em Londres.

## Formato da competição
A competição é em sistema de eliminatória simples que determina os finalistas que disputam a medalha de ouro. Os derrotados nas quartas de final competem em dois torneios de repescagem. Os vencedores deste torneio enfrentam os perdedores da semifinal na disputa por duas medalha de bronze. Em caso de empate, a luta tem uma prorrogação de três minutos, e vence aquele conseguir a primeira pontuação.

## Calendário
Horário local (UTC+1).
| Dia         | Horário          | Fase                             |
| ----------- | ---------------- | -------------------------------- |
| 28 de julho | 9:30 14:00 16:10 | Qualificatórias Semifinais Final |

## Medalhistas
| Ouro   | BRA Sarah Menezes                           |
| Prata  | ROU Alina Alexandra Dumitru                 |
| Bronze | BEL Charline Van Snick HUN Éva Csernoviczki |

## Resultados

### Chave A
|  | Primeira rodada   | Primeira rodada   | Primeira rodada |  |  | Oitavas de final        | Oitavas de final        | Oitavas de final |     |                   | Quartas de final  | Quartas de final | Quartas de final |
|  |                   |                   |                 |  |  |                         |                         |                  |     |                   |                   |                  |                  |
|  | JPN Tomoko Fukumi | JPN Tomoko Fukumi | 100             |  |  |                         |                         |                  |     |                   |                   |                  |                  |
|  | ESP Oiana Blanco  | ESP Oiana Blanco  | 000             |  |  | JPN Tomoko Fukumi       | JPN Tomoko Fukumi       | 020              |     |                   |                   |                  |                  |
|  |                   |                   |                 |  |  | GBR Kelly Marie Edwards | GBR Kelly Marie Edwards | 000              |     |                   |                   |                  |                  |
|  |                   |                   |                 |  |  |                         |                         |                  |     | JPN Tomoko Fukumi | JPN Tomoko Fukumi | 001              |                  |
|  |                   |                   |                 |  |  |                         | ARG Paula Pareto        | ARG Paula Pareto | 000 |                   |                   |                  |                  |
|  |                   |                   |                 |  |  | ARG Paula Pareto        | ARG Paula Pareto        | 001              |     |                   |                   |                  |                  |
|  |                   |                   |                 |  |  | ITA Elena Moretti       | ITA Elena Moretti       | 000              |     |                   |                   |                  |                  |
|  |                   |                   |                 |  |  |                         |                         |                  |     |                   |                   |                  |                  |
|  |                   |                   |                 |  |  |                         |                         |                  |     |                   |                   |                  |                  |
|  |                   |                   |                 |  |  |                         |                         |                  |     |                   |                   |                  |                  |

### Chave B
|  | Primeira rodada          | Primeira rodada          | Primeira rodada |  |  | Oitavas de final           | Oitavas de final           | Oitavas de final           |     |                   | Quartas de final  | Quartas de final | Quartas de final |
|  |                          |                          |                 |  |  |                            |                            |                            |     |                   |                   |                  |                  |
|  |                          |                          |                 |  |  |                            |                            |                            |     |                   |                   |                  |                  |
|  |                          |                          |                 |  |  | ROU Alina Dumitru          | ROU Alina Dumitru          | 100                        |     |                   |                   |                  |                  |
|  | CUB Dayaris Mestre       | CUB Dayaris Mestre       | 010             |  |  | CUB Dayaris Mestre         | CUB Dayaris Mestre         | 000H                       |     |                   |                   |                  |                  |
|  | RUS Nataliya Kondratyeva | RUS Nataliya Kondratyeva | 000             |  |  |                            |                            |                            |     | ROU Alina Dumitru | ROU Alina Dumitru | 011              |                  |
|  |                          |                          |                 |  |  |                            | MGL Mönkhbatyn Urantsetseg | MGL Mönkhbatyn Urantsetseg | 001 |                   |                   |                  |                  |
|  |                          |                          |                 |  |  | MGL Mönkhbatyn Urantsetseg | MGL Mönkhbatyn Urantsetseg | 010                        |     |                   |                   |                  |                  |
|  |                          |                          |                 |  |  | KAZ Alexandra Podryadova   | KAZ Alexandra Podryadova   | 000                        |     |                   |                   |                  |                  |
|  |                          |                          |                 |  |  |                            |                            |                            |     |                   |                   |                  |                  |
|  |                          |                          |                 |  |  |                            |                            |                            |     |                   |                   |                  |                  |
|  |                          |                          |                 |  |  |                            |                            |                            |     |                   |                   |                  |                  |

### Chave C
|  | Primeira rodada   | Primeira rodada   | Primeira rodada |  |  | Oitavas de final   | Oitavas de final   | Oitavas de final |     |                   | Quartas de final  | Quartas de final | Quartas de final |
|  |                   |                   |                 |  |  |                    |                    |                  |     |                   |                   |                  |                  |
|  | BRA Sarah Menezes | BRA Sarah Menezes | 002             |  |  |                    |                    |                  |     |                   |                   |                  |                  |
|  | VIE Văn Ngọc Tú   | VIE Văn Ngọc Tú   | 000             |  |  | BRA Sarah Menezes  | BRA Sarah Menezes  | 001              |     |                   |                   |                  |                  |
|  |                   |                   |                 |  |  | FRA Laëtitia Payet | FRA Laëtitia Payet | 000              |     |                   |                   |                  |                  |
|  |                   |                   |                 |  |  |                    |                    |                  |     | BRA Sarah Menezes | BRA Sarah Menezes | 001              |                  |
|  |                   |                   |                 |  |  |                    | CHN Wu Shugen      | CHN Wu Shugen    | 000 |                   |                   |                  |                  |
|  |                   |                   |                 |  |  | CHN Wu Shugen      | CHN Wu Shugen      | 101              |     |                   |                   |                  |                  |
|  |                   |                   |                 |  |  | IRL Lisa Kearney   | IRL Lisa Kearney   | 001              |     |                   |                   |                  |                  |
|  |                   |                   |                 |  |  |                    |                    |                  |     |                   |                   |                  |                  |
|  |                   |                   |                 |  |  |                    |                    |                  |     |                   |                   |                  |                  |
|  |                   |                   |                 |  |  |                    |                    |                  |     |                   |                   |                  |                  |

### Chave D
|  | Primeira rodada | Primeira rodada | Primeira rodada |  |  | Oitavas de final       | Oitavas de final       | Oitavas de final     |     |                        | Quartas de final       | Quartas de final | Quartas de final |
|  |                 |                 |                 |  |  |                        |                        |                      |     |                        |                        |                  |                  |
|  |                 |                 |                 |  |  |                        |                        |                      |     |                        |                        |                  |                  |
|  |                 |                 |                 |  |  | BEL Charline Van Snick | BEL Charline Van Snick | 100                  |     |                        |                        |                  |                  |
|  |                 |                 |                 |  |  | KOR Chung Jung-yeon    | KOR Chung Jung-yeon    | 000                  |     |                        |                        |                  |                  |
|  |                 |                 |                 |  |  |                        |                        |                      |     | BEL Charline Van Snick | BEL Charline Van Snick | 100              |                  |
|  |                 |                 |                 |  |  |                        | HUN Éva Csernoviczki   | HUN Éva Csernoviczki | 000 |                        |                        |                  |                  |
|  |                 |                 |                 |  |  | HUN Éva Csernoviczki   | HUN Éva Csernoviczki   | 001                  |     |                        |                        |                  |                  |
|  |                 |                 |                 |  |  | NED Birgit Ente        | NED Birgit Ente        | 000                  |     |                        |                        |                  |                  |
|  |                 |                 |                 |  |  |                        |                        |                      |     |                        |                        |                  |                  |
|  |                 |                 |                 |  |  |                        |                        |                      |     |                        |                        |                  |                  |
|  |                 |                 |                 |  |  |                        |                        |                      |     |                        |                        |                  |                  |

### Repescagem
|  | Primeira rodada            | Primeira rodada            | Primeira rodada |  |  | Disputa do bronze      | Disputa do bronze      | Disputa do bronze |
|  |                            |                            |                 |  |  |                        |                        |                   |
|  | ARG Paula Pareto           | ARG Paula Pareto           | 001             |  |  |                        |                        |                   |
|  | MGL Mönkhbatyn Urantsetseg | MGL Mönkhbatyn Urantsetseg | 000             |  |  | ARG Paula Pareto       | ARG Paula Pareto       | 000               |
|  |                            |                            |                 |  |  | BEL Charline Van Snick | BEL Charline Van Snick | 001               |
|  |                            |                            |                 |  |  |                        |                        |                   |
|  |                            |                            |                 |  |  |                        |                        |                   |
|  |                            |                            |                 |  |  |                        |                        |                   |
|  |                            |                            |                 |  |  |                        |                        |                   |

|  | Primeira rodada      | Primeira rodada      | Primeira rodada |  |  | Disputa do bronze    | Disputa do bronze    | Disputa do bronze |
|  |                      |                      |                 |  |  |                      |                      |                   |
|  | CHN Wu Shugen        | CHN Wu Shugen        | 000             |  |  |                      |                      |                   |
|  | HUN Éva Csernoviczki | HUN Éva Csernoviczki | 021             |  |  | HUN Éva Csernoviczki | HUN Éva Csernoviczki | 100               |
|  |                      |                      |                 |  |  | JPN Tomoko Fukumi    | JPN Tomoko Fukumi    | 000               |
|  |                      |                      |                 |  |  |                      |                      |                   |
|  |                      |                      |                 |  |  |                      |                      |                   |
|  |                      |                      |                 |  |  |                      |                      |                   |
|  |                      |                      |                 |  |  |                      |                      |                   |

### Finais
|  | Semifinal              | Semifinal         |     |  | Final             | Final |  |
|  |                        |                   |     |  |                   |       |  |
|  |                        |                   |     |  |                   |       |  |
|  | JPN Tomoko Fukumi      | 001               |     |  |                   |       |  |
|  | ROU Alina Dumitru      | 010               |     |  |                   |       |  |
|  |                        |                   |     |  |                   |       |  |
|  |                        |                   |     |  |                   |       |  |
|  |                        |                   |     |  | ROU Alina Dumitru | 000   |  |
|  |                        | BRA Sarah Menezes | 011 |  |                   |       |  |
|  |                        |                   |     |  |                   |       |  |
|  |                        |                   |     |  |                   |       |  |
|  |                        |                   |     |  |                   |       |  |
|  |                        |                   |     |  |                   |       |  |
|  | BRA Sarah Menezes      | 001               |     |  |                   |       |  |
|  | BEL Charline Van Snick | 000               |     |  |                   |       |  |